# Fucking Angry
Fucking Angry (auch F*cking Angry) ist eine 2012 gegründete deutsche Punk-Band aus Bonn.

## Geschichte
Gegründet wurde die Band Fucking Angry Mitte des Jahres 2012 in Bonn. Das erste Konzert spielte die Gruppe am 31. Dezember 2012. Am 10. Mai 2013 veröffentlichte sie ihre erste EP Doin’ Alright im Eigenvertrieb. Neben den Original-Mitgliedern Beckx, Chris, Daniel und Gabo stieß 2016 Dominik als zweiter Gitarrist dazu. Dominik spielte zuvor in den Punkbands Canal Terror und Molotow Soda.
Von 2013 bis 2020 spielte die Band mehr als 150 Konzerte in Deutschland und dem europäischen Ausland. Unter anderem beim Resist to Exist Festival, Fusion Festival, Manchester Punk Festival (England), Back to Future Festival, Brakrock Festival (Belgien), Punk Rock Holiday Festival (Slowenien) und dem Hamburger Hafengeburtstag beim Hafen Rock (Jolly Roger Bühne).

### DebütalbumDancing in the Streets
Am 17. Juli 2015 erschien das Debütalbum Dancing in the Streets, welches äußerst positiv aufgenommen wurde und die Band in der deutschen Punk-Szene bekannt machte. Das Album wurde deutschlandweit über den Musikvertrieb Broken Silence vertrieben. Das Mastering übernahm der schwedische Musikproduzent Dan Swanö, welcher schon mit Bands wie Millencolin und Bombshell Rocks zusammengearbeitet hat.
Die Erstauflage der LP (in der Farbe Rot) war handnummeriert auf 500 Stück limitiert und nach kurzer Zeit ausverkauft. Die zweite Auflage (in der Farbe schwarz) wurde 2017 veröffentlicht. 2024 erschien eine dritte Auflage (Splatter LP) handnummeriert und auf 500 Stück limitiert.

### EPLack ab!
Am 1. Februar 2019 erschien die EP Lack ab! mit vier neuen Songs. Der Song Nicht von dieser Welt wurde vorab als Soli-Song für die deutsche Hilfsorganisation Sea-Eye auf Bandcamp veröffentlicht. Zu den Songs Lack ab! und Aluhut wurde jeweils ein Musikvideo gedreht. Beim Song Definition von Glück zitiert die Band im Refrain den Schauspieler Harald Juhnke mit „Keine Termine und leicht einen sitzen“.
Das Release-Konzert für die EP fand am 2. Februar 2019 im ausverkauften Kulturzentrum Kult41 in Bonn statt.

### Zweites Album... Still Fucking Angry!
„... Still Fucking Angry!“ ist das zweite Studioalbum. Es erschien am 26. April 2024 über die Labels RilRec & Rookie Records und stieg auf Platz 81 der deutschen Albumcharts ein. Das Album erreichte Platz 35 der Deutschen Midweekcharts. Es wurde über einen Zeitraum von drei Jahren in drei verschiedenen Studios aufgenommen. Für das Album wurden vier Releasekonzerte in Bonn, Köln, Berlin und Hamburg gespielt und waren alle ausverkauft.

## Politisches Engagement
Am 9. Januar 2015 brachte die Band ein Rojava-Solidaritäts-T-Shirt heraus. Der komplette Gewinn ging an die autonome Region in Nord-Syrien für humanitäre Hilfe. Das T-Shirt wurde über den linken Mailorder SchwarzeSocke verkauft.
2018 wurde der Song Nicht von dieser Welt vorab auf Bandcamp veröffentlicht und zu einer Spendenaktion für die deutsche Hilfsorganisation Sea-Eye aufgerufen. Der gespendete Betrag wurde mit dem Geld aus der Bandkasse jeweils verdoppelt. Innerhalb weniger Wochen wurde über 1000 Euro an Sea-Eye gespendet.
2019 wurde ein weiteres Rojava-Solidaritäts-T-Shirt herausgebracht. Der Gewinn aus den verkauften T-Shirts ging zur Hälfte an die humanitäre Non-Profit-Organisation Heyva Sor a Kurd und zur Hälfte an medico international.
Zum Konzert am 1. Februar 2019 im Kult41 Bonn luden sie die Bonner Kapitänin Pia Klemp auf die Bühne ein und unterstützten die Aktion Solidarity at Sea.
Im Innenteil des Covers der EP Lack ab! prangt neben den Worten „Punk – Antifa – Go!“ das Logo der Antifaschistischen Bewegung. Im Interview mit dem Ox-Fanzine äußerte sich Gabo dazu:

„Wir sind Antifaschisten, ob organisiert oder nicht, und machen Punkmusik. Der Rechtsruck überall macht uns allen Sorgen. Es ist wichtig, eine klare Position zu beziehen. Außerdem eignet sich das Logo super gegen unpolitische beziehungsweise Grauzone-Konzertveranstalter*innen: Die sehen die 7″ und haben dann hoffentlich keinen Bock mehr auf uns und verschonen uns mit Anfragen.“

## Sonstiges
2015 spielte die Band in der WDR Dokumentation Hier und Heute: #yourcity - Punk mit.
Am 1. April 2019 veröffentlichte die Band unter dem Pseudonym FKNG NGRY einen Trap/Rap-Song mit Video auf YouTube.
Der Song Dancing in the Streets ist die Titelmusik im Dokumentarfilm Festival der Demokratie über die Proteste gegen den G20-Gipfel im Juli 2017 in Hamburg.
Zusammen mit Björn Peng und Torsun Burkhardt wurde 2021 der Song "Einzelfall" veröffentlicht.
Sängerin Beckx ist als Feature auf dem Song "Manifest" von Alarmsignal zu hören.

## Diskografie

### Alben
- 2015: Dancing in the Streets (LP/CD/Digital)
- 2024: … Still Fucking Angry! (LP/CD/TAPE/Digital)

### EPs
- 2013: Doin’ Alright (CD/TAPE)
- 2019: Lack ab! (7")

### Samplerbeiträge
- 2015: Beethovens Fluch (LP/Digital)[25]
- 2017: NoG20 Solidarity Tape Sampler (Tape/Digital)[26]
- 2020: Beethovens Virus (CD/Digital)[27]
- 2025: 25 Jahre Alarm - A Tribute To Alarmsignal (LP)[28]